# Tournon-d’Agenais
Tournon-d’Agenais – miejscowość i gmina we Francji, w regionie Nowa Akwitania, w departamencie Lot i Garonna.
Według danych na rok 1990 gminę zamieszkiwało 839 osób, a gęstość zaludnienia wynosiła 39 osób/km² (wśród 2290 gmin Akwitanii Tournon-d’Agenais plasuje się na 496. miejscu pod względem liczby ludności, natomiast pod względem powierzchni na miejscu 479.).